# Jerrold Tunnell
Jerrold Bates Tunnell, auch Jerry Tunnell (* 1950; † 1. April 2022) war ein US-amerikanischer Mathematiker. Er war Associate Professor an der Rutgers University.

## Leben
Tunnell wurde 1977 bei John T. Tate an der Harvard University promoviert (On the local Langlands conjecture for GL(2)). Es gelang ihm 1983, das Problem der Bestimmung der Kongruenten Zahlen mit der Zahlentheorie elliptischer Kurven in Verbindung zu bringen (und mit Modulformen halbzahligen Gewichts). Er gab notwendige Bedingungen für eine Zahl kongruent zu sein, die unter Voraussetzung der Vermutung von Birch und Swinnerton-Dyer auch hinreichend sind.
Das Problem, ob eine ganze Zahl D kongruent ist, lässt sich auf das Problem zurückführen, ob die elliptische Kurve
{\displaystyle E_{D}}: {\displaystyle y^{2}=x^{3}-D^{2}x}
unendliche viele rationale Lösungen (x,y) hat. Nach der Birch-Swinnerton-Dyer Vermutung ist das genau dann der Fall, falls der Wert der Hasse-Weil Zetafunktion an der Stelle 1
{\displaystyle L(E_{D},1)=0}
ist. Tunnell konstruierte, aufbauend auf Arbeiten von Gorō Shimura und Waldspurger, zwei Modulformen vom Gewicht {\displaystyle {\frac {3}{2}}}, deren Koeffizienten die Wurzel von {\displaystyle L(E_{D},1)} interpolieren. Mit seinem Theorem konnte Tunnell somit das Problem der kongruenten Zahlen auf die Birch-Swinnerton-Dyer-Vermutung zurückführen.
Ergebnisse von Tunnell und Robert Langlands (ein Spezialfall von Langlands’ Reziprozitätsvermutung für Artin L-Funktionen) spielten auch eine Rolle im Beweis der Fermat-Vermutung durch Andrew Wiles.
Er war Fellow der American Mathematical Society. 1984 wurde er Forschungsstipendiat der Alfred P. Sloan Foundation (Sloan Research Fellow).
Jerrold Tunnell starb am 1. April 2022 infolge eines Fahrradunfalls.

## Schriften
- A classical Diophantine problem and modular forms of weight 3/2,  Inventiones Mathematicae, Band 72, 1983, S. 323–334, Online
- Artin´s conjecture for representations of octahedral type, Bulletin AMS, Band 5, 1983, S. 173–175, Online